# No More Heroes (альбом)
Об игре на платформе Nintendo Wii см. No More Heroes.
No More Heroes (с англ. — «Героев больше не надо») — второй студийный альбом британской рок-группы The Stranglers, записан в студии Townhouse (Фулем) продюсером Мартином Рашентом и звукоинженером Аланом Уинстенли и выпущен компанией United Artists Records 23 сентября 1977 года.

## Об альбоме
Первоначально предполагалось, что на обложке альбома Жан-Жак Бёрнел будет возлежать на могиле Троцкого. В окончательном варианте на снимке — венок и под ним — несколько крысиных хвостов.
В книге «The Stranglers: Song by Song» Хью Корнуэлл рассказал, что использовав трёх разных вокалистов первых трех треках, группа последовала примеру The Beatles (альбом Revolver).
Синглы из альбома, «No More Heroes» и «Something Better Change» / «Straighten Out» поднялись в Британии до 8-го и 9-го мест соответственно. За ними последовал сингл «Five Minutes», в альбом не вошедший.

## Песни
- Finchley Boys (из композиции «Burning Up Time») — название уличной панк-группировки, поддерживавшей The Stranglers и сопровождавшей группу во время гастролей[12].
- Песня «Dagenham Dave» посвящена первому и самому верному поклоннику группы — темнокожему рабочему автозавода в Дагенхэме, который не раз помогал деньгами музыкантам. Дэйв покончил с собой, бросившись в Темзу с Моста Тауэр, предположительно — после того, как осознал, что в окружении The Stranglers ему больше не принадлежит первая роль[13]. Дэйв поражал участников группы альтруизмом и щедростью, (однажды он всю группировку Finchley Boys привёл в 100 Club) а также начитанностью (отсюда строчка: «…Прочёл всё — от де Сада до Маркса»). Бёрнел утверждал, что впервые начал читать Артюра Рембо по настоятельной рекомендации Дэйва из Дагенхема[14].
- Грейнджер и Феланд, упоминающиеся в композиции «Bitching» — домовладельцы, которые на раннем этапе оказывали группе практическую помощь. Первый из них был совладельцем паба Hope & Anchor.
- «School Mam», где описывается гротескная сексуальная оргия с участием учителей и учениц, — «месть» Хью Корнуэлла ненавистной школьной директрисе, под началом которой он когда-то работал.

## Список композиций
Слова и музыка всех песен — написаны группой The Stranglers.
| №  | Название                  | Ведущий вокал  | Длительность |
| -- | ------------------------- | -------------- | ------------ |
| 1. | «I Feel Like a Wog»       | Хью Корнуэлл   | 3:16         |
| 2. | «Bitching»                | Жан-Жак Бёрнел | 4:23         |
| 3. | «Dead Ringer»             | Дэйв Гринфилд  | 2:46         |
| 4. | «Dagenham Dave»           | Жан-Жак Бёрнел | 3:18         |
| 5. | «Bring on the Nubiles»    | Хью Корнуэлл   | 2:15         |
| 6. | «Something Better Change» | Жан-Жак Бёрнел | 3:35         |

| №                   | Название                    | Ведущий вокал       | Длительность |
| ------------------- | --------------------------- | ------------------- | ------------ |
| 1.                  | «No More Heroes»            | Хью Корнуэлл        | 3:27         |
| 2.                  | «Peasant in the Big Shitty» | Дэйв Гринфилд       | 3:30         |
| 3.                  | «Burning Up Time»           | Жан-Жак Бёрнел      | 2:25         |
| 4.                  | «English Towns»             | Хью Корнуэлл        | 2:13         |
| 5.                  | «School Mam»                | Хью Корнуэлл        | 6:52         |
| Общая длительность: | Общая длительность:         | Общая длительность: | 38:00        |

| №   | Название             | Ведущий вокал  | Длительность |
| --- | -------------------- | -------------- | ------------ |
| 12. | «Straighten Out»     | Хью Корнуэлл   | 2:46         |
| 13. | «5 Minutes»          | Жан-Жак Бёрнел | 3:18         |
| 14. | «Rok It to the Moon» | Хью Корнуэлл   | 2:47         |

## Участники записи
- Хью Корнуэлл — гитара, вокал (песни 1, 5, 7, 11, 12, 14)
- Жан-Жак Бёрнел — бас-гитара, вокал (песни 2, 3, 4, 6, 9, 10, 13)
- Дэйв Гринфилд — клавишные, вокал (песни 3, 8)
- Джет Блэк — ударные

## Позиции в хит-парадах
Годовые чарты:
| Хит-парад (1977)             | Позиция |
| ---------------------------- | ------- |
| Великобритания (Gallup Poll) | 32      |